# Estcourtiana
Estcourtiana is een geslacht van kevers uit de familie bladkevers (Chrysomelidae).
De wetenschappelijke naam van het geslacht werd in 1900 gepubliceerd door Martin Jacoby.

## Soorten
- Estcourtiana bifasciata Jacoby, 1900
- Estcourtiana biformis Weise, 1909
- Estcourtiana litura (Gerstaecker, 1871)
- Estcourtiana quadrimaculata Laboissiere, 1931
- Estcourtiana sexnotata Bryant, 1958
- Estcourtiana suturalis Bryant, 1959